# Josh Emmett
Josh Emmett, född 4 mars 1985 i Phoenix, är en amerikansk MMA-utövare som sedan 2016 tävlar i organisationen Ultimate Fighting Championship.